# Меривил (Мисури)
Меривил (енгл. Maryville) град је у америчкој савезној држави Мисури.

## Демографија
По попису из 2010. године број становника је 11.972, што је 1.391 (13,1%) становника више него 2000. године.
| Група             | 2000.          | 2010.          |
| Белци             | 10.071 (95,2%) | 10.928 (91,3%) |
| Афроамериканци    | 157 (1,5%)     | 369 (3,1%)     |
| Азијати           | 154 (1,5%)     | 324 (2,7%)     |
| Хиспаноамериканци | 104 (1,0%)     | 193 (1,6%)     |
| Укупно            | 10.581         | 11.972         |